# Trichogalumnella hauseri
Trichogalumnella hauseri är en kvalsterart som beskrevs av Sandór Mahunka 1992. Trichogalumnella hauseri ingår i släktet Trichogalumnella och familjen Galumnidae. Inga underarter finns listade i Catalogue of Life.